# Parasang
Parasang (?paprasang viz  Archivováno 25. 11. 2010 na Wayback Machine.) je středověká arabská délková míra původem z Persie. Její hodnota je 5762 metrů.
Ibráhím ibn Jákúb, který po polovině 10. století napsal zprávu o putování Čechami, mj. píše: „hlas (tetřeva) lze slyšet z vrcholků stromů na vzdálenost parasangu i dále.“